# Champtonnay
Champtonnay is een gemeente in het Franse departement Haute-Saône (regio Bourgogne-Franche-Comté) en telt 82 inwoners (2011). De plaats maakt deel uit van het arrondissement Vesoul.

## Geografie
De oppervlakte van Champtonnay bedraagt 5,3 km², de bevolkingsdichtheid is dus 15,5 inwoners per km².
De onderstaande kaart toont de ligging van Champtonnay met de belangrijkste infrastructuur en aangrenzende gemeenten.

## Demografie
Onderstaande figuur toont het verloop van het inwonertal (bron: INSEE-tellingen).